# Mocidade Independente da Bela Vista
Mocidade Independente da Bela Vista é uma escola de samba de Fortaleza, Ceará.
A escola foi vice-campeã do Carnaval da capital cearense em 2009. Em 2010, foi a nona agremiação (sexta escola de samba) a desfilar na terça-feira, durante o Carnaval oficial da cidade, terminando na terceira colocação.
Em 2011, tornou-se pela primeira vez campeã do Carnaval da cidade, derrotanto a Unidos do Acaracuzinho por uma pequena diferença.

## Carnavais
| Ano  | Colocação   | Grupo                | Enredo                                       | Carnavalesco                  | Ref.  |
| ---- | ----------- | -------------------- | -------------------------------------------- | ----------------------------- | ----- |
| 2002 |             |                      | Uma Luz Que Se Fez Carmen                    |                               |       |
| 2003 |             |                      | Parintins                                    | Ednardo Targino               |       |
| 2004 |             |                      | Extra, Extra O Povo Virou Notícia            | Ednardo Targino               |       |
| 2005 |             |                      | A Lenda Do Peixinho Dourado                  | Ednardo Targino               |       |
| 2006 | Vice-campeã |                      | Sinfonia Tropical                            | Ednardo Targino e Rildo Belém |       |
| 2007 | Vice-campeã |                      | As Águas Lendárias de Jericoacoara           |                               |       |
| 2008 | -           | Não houve competição | Ecos Da Infância                             | Ednardo Targino               |       |
| 2009 | Vice-campeã | Especial             | A rendeira no esplendor da Terra da Luz      | Ednardo Targino               | [ 3 ] |
| 2010 | 3° lugar    | Especial             | Tilápia - Um Presente do Egito Para o Brasil | Ednardo Targino               |       |
| 2011 | Campeã      | Especial             | Águas Claras para uma Atividade Negra        | Rildo Belem                   | [ 4 ] |
| 2012 | Vice-campeã |                      |                                              |                               | [ 5 ] |
| 2013 |             |                      |                                              |                               |       |
| 2014 | Vice-Campeã | Especial             |                                              |                               |       |
| 2015 | Vice-Campeã | Especial             |                                              |                               |       |
| 2016 |             |                      |                                              |                               |       |